# Tropidurus bogerti
Espèce
Statut de conservation UICN

 LC  : Préoccupation mineure
Tropidurus bogerti est une espèce de sauriens de la famille des Tropiduridae.

## Répartition
Cette espèce est endémique de l'État de Bolívar au Venezuela. On la trouve entre 1 700 et 2 200 m d'altitude.

## Étymologie
Cette espèce est nommée en l'honneur de Charles Mitchill Bogert.

## Publication originale
- Roze, 1958 : Resultados zoologicos de la expedicion de la Universidad Central de Venezuela a la region del Auyantepui en la Guayana Venezolana, Abril de 1956. 5. Los reptiles del Auyantepui, Venezuela, basandose en las colecciones de las expsdiciones de Phelps-Tate Acta Biologica Venezuelica, vol. 2, p. 243–270.